# 용인 서학사 소조독존나한상
용인 서학사 소조독존나한상은 대한민국 경기도 용인시 처인구 김량장동, 서학사에 있는 나한상이다. 2007년 6월 29일 용인시의 향토문화재 제61호로 지정되었다.